# Robert Lang (Radsportler)
Robert Lang (* 5. August 1917 in Pully; † 16. August 1997 in Schaffhausen) war ein Schweizer Radrennfahrer und nationaler Meister im Radsport.

## Sportliche Laufbahn
Lang war Strassenradsportler. Von 1939 bis 1950 war er erst als Unabhängiger, dann als Berufsfahrer aktiv. Er startete überwiegend für die Radsportteams Allegro und Cilo.
Sein erster bedeutender Erfolg war der Sieg im Eintagesrennen Tour du Lac Léman vor Leo Amberg 1939. In jener Saison gewann er auch eine Etappe in der Tour de Suisse. 1946 siegte er erneut in der Tour du Lac Léman. 1947 holte er erneut einen Etappensieg in der Tour de Suisse. Er startete 1947 in der Tour de France, die er aber nicht beendete. 1939 und 1946 beendete er die Tour de Suisse jeweils auf dem 9. Rang des Endklassements.
Auch im Querfeldeinrennen (heutige Bezeichnung Cyclosport) war er erfolgreich. In dieser Disziplin gewann er 1942 die nationale Meisterschaft vor Alfred Vock. 1944 wurde er Vize-Meister.